# Marc Quinn

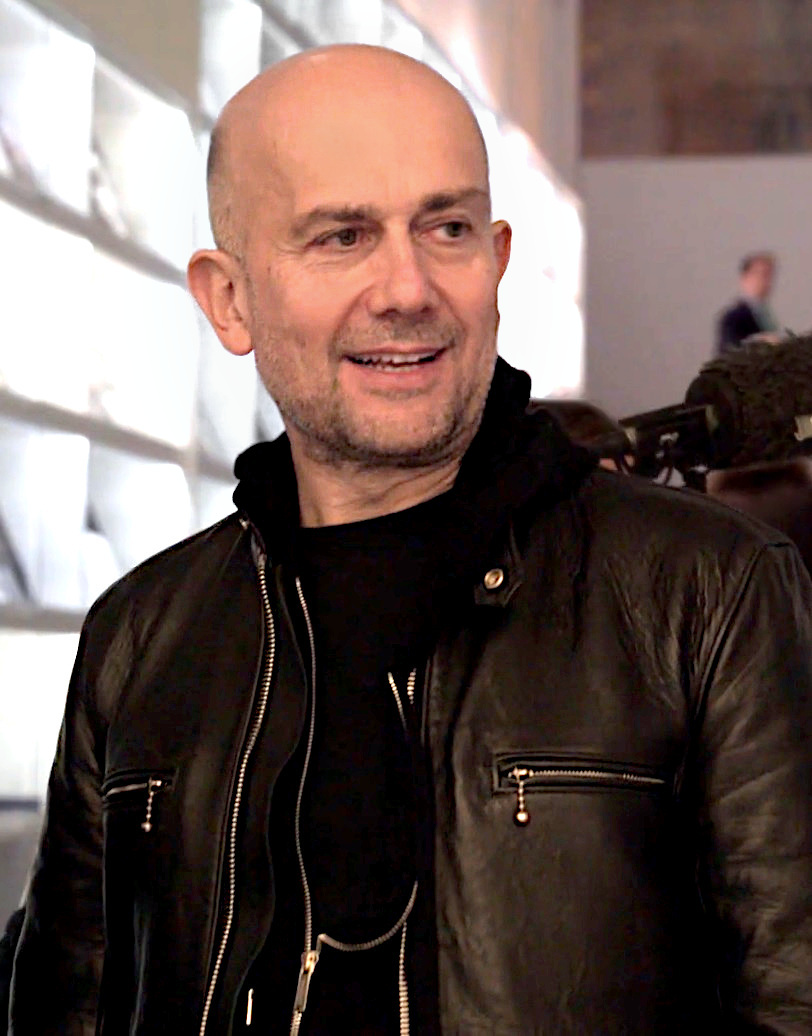
Quinn im Jahr 2017

Marc Quinn (* 8. Januar 1964 in London) ist ein britischer Künstler. Seine bekanntesten Werke sind Alison Lapper Pregnant, eine Statue von Alison Lapper, die 2007 auf dem vierten Pfeiler des Trafalgar Square stand, und self, eine Skulptur seines Kopfes aus seinem gefrorenen Blut, sowie Garden (2000).

## Leben und Werk
Quinn studierte Geschichte und Kunstgeschichte am Robinson College der Universität Cambridge und schloss das Studium 1985 ab. Er gehört zu den Young British Artists (YBA), obwohl sein Werk nicht Teil der Freeze-Ausstellung von 1988 war, die Quinns ehemaliger Wohngenosse Damien Hirst zusammenstellte und die YBA zum ersten Mal vereinte. Quinn wurde erst in den frühen 1990er Jahren bekannt. Er war der erste Künstler, der von Jay Jopling repräsentiert wurde und trug Werke zu Charles Saatchis Sensation-Ausstellung bei.
Quinns Wegweiser in der Welt der Kunst ist self (1991), eine gefrorene Skulptur seines Kopfes aus 4,5 Liter Blut, das er über fünf Monate aus dem eigenen Körper gewonnen hat. Eine solche Menge Blut entspricht etwa dem gesamten Umfang an Blut, der sich im Körper eines erwachsenen Menschen befindet. Self wurde wie viele Werke der YBA von Charles Saatchi 1991 für geschätzte 13.000 £ gekauft. Die Presse berichtete 2002, die Skulptur sei von Bauarbeitern, die Saatchis Küche für seine Partnerin, die Prominentenköchin Nigella Lawson erweitert hatten, zerstört worden. Sie hätten den Stecker des Gefrierschranks, in dem die Skulptur bei −12 °C aufbewahrt worden sei, herausgezogen. Dies wurde nicht bestätigt, da das Werk vollständig von Saatchi bei der Eröffnung seiner neuen Galerie in London 2003 ausgestellt wurde. Im April 2005 wurde self für 1,5 Mio. £ an einen US-amerikanischen Sammler verkauft.
Die erste von 5 im Abstand von 5 Jahren entstandenen Skulpturen war Self 1991. Self basiert auf einem Gefriersystem aus Edelstahl und wird von einem Kasten aus Plexiglas umschlossen.  Die besondere Präsentationsweise, die Marc Quinn für Self 1991 auswählte, erinnert an den Künstler Joseph Beuys, welcher sich eingehender mit der sogenannten Vitrinenkunst beschäftigte.
Die Skulptur wurde erstmals in der Grob Gallery, danach in der Saatchi Gallery und später während der mehrmals stattfindenden Ausstellung namens Sensation gezeigt.
Der Abguss zeigt das Gesicht Marc Quinns bis zur Halspartie. Dadurch, dass die Augen und der Mund geschlossen sind, macht die Figur den Anschein, als würde sie tot sein oder schlafen. Die Ohren sowie die Kinnpartie weisen durch abgebrochene Teile ein verstümmeltes Erscheinungsbild auf. Diesen Ausdruck verlieh Marc Quinn der Figur, indem er den Abguss nach der Entnahme aus der Gussform nicht weiter bearbeitete. Dadurch, dass  Marc Quinn auf die Beigabe von charakterisierenden und persönlichen Attributen verzichtete, wird dem Betrachter die Fokussierung auf das reine Kunstwerk ermöglicht.
Aufgrund ihres Anblicks erinnert die Figur an das Erscheinungsbild einer Totenmaske. Dennoch ist das, was der Künstler dem Betrachter zur Schau stellt, eine Lebendmaske. Durch die bläuliche und rote Farberscheinung, erinnert das Werk an Venen oder Arterien und verweist erneut auf den menschlichen Körper. Das Blut, das der Künstler verwendete, wird als die Farbe, die mit Hilfe der Kunst zu lebendigem Material transzendiert wurde neu kategorisiert. Bezieht man sich auf die Zeit, in der das Werk entstanden ist, so eröffnet sich der Gedanke, dass Self 1991 möglicherweise einen Verweis auf das AIDS-Zeitalter und dessen Kultur geben könnte.  Durch das Eigenblut, das der Hauptbestandteil dieses Kunstwerkes ist, entsteht eine direkte Parallele zu dieser Infektionskrankheit, da diese sich im ganzen Körper durch das in den Adern befindliche Blut ausbreitet.
Quinns nächstes wichtiges Werk war der gefrorenen Garten, den er 2000 für Miuccia Prada herstellte. Ein Garten voller Pflanzen, die nie wachsen konnten, wurde in Tieftemperatur konserviert. Garden schien einige der Umweltthemen vorwegzunehmen, die später bedeutsam wurden.
Quinn stellte auch eine Serie von Marmorskulpturen her, die Personen darstellten, denen entweder Gliedmaßen von Natur aus fehlten oder amputiert worden waren. Dies erreichte seinen Höhepunkt in der 15 Tonnen schweren Marmorstatue von Alison Lapper, einer ohne Arme und mit verkürzten Beinen zur Welt gekommenen Frau. Die Skulptur befand sich 2007 auf dem vierten Sockel des Trafalgar Square in London. Die Plinthenkommission „Fourth Plinth Commissioning Group“ tauschte Alison Lapper Pregnant im Jahre 2007 durch Thomas Schüttes Model for a Hotel 2007 aus.
Sein Porträt von John E. Sulston, der den Nobelpreis für „Genetische Regulierung der Organentwicklung und programmiertes Zellsterben“ im Rahmen des Human Genome Project erhielt, befindet sich in der National Portrait Gallery in London. Es besteht aus Bakterien in Agar-Gelee, die Sulstons DNA enthalten.

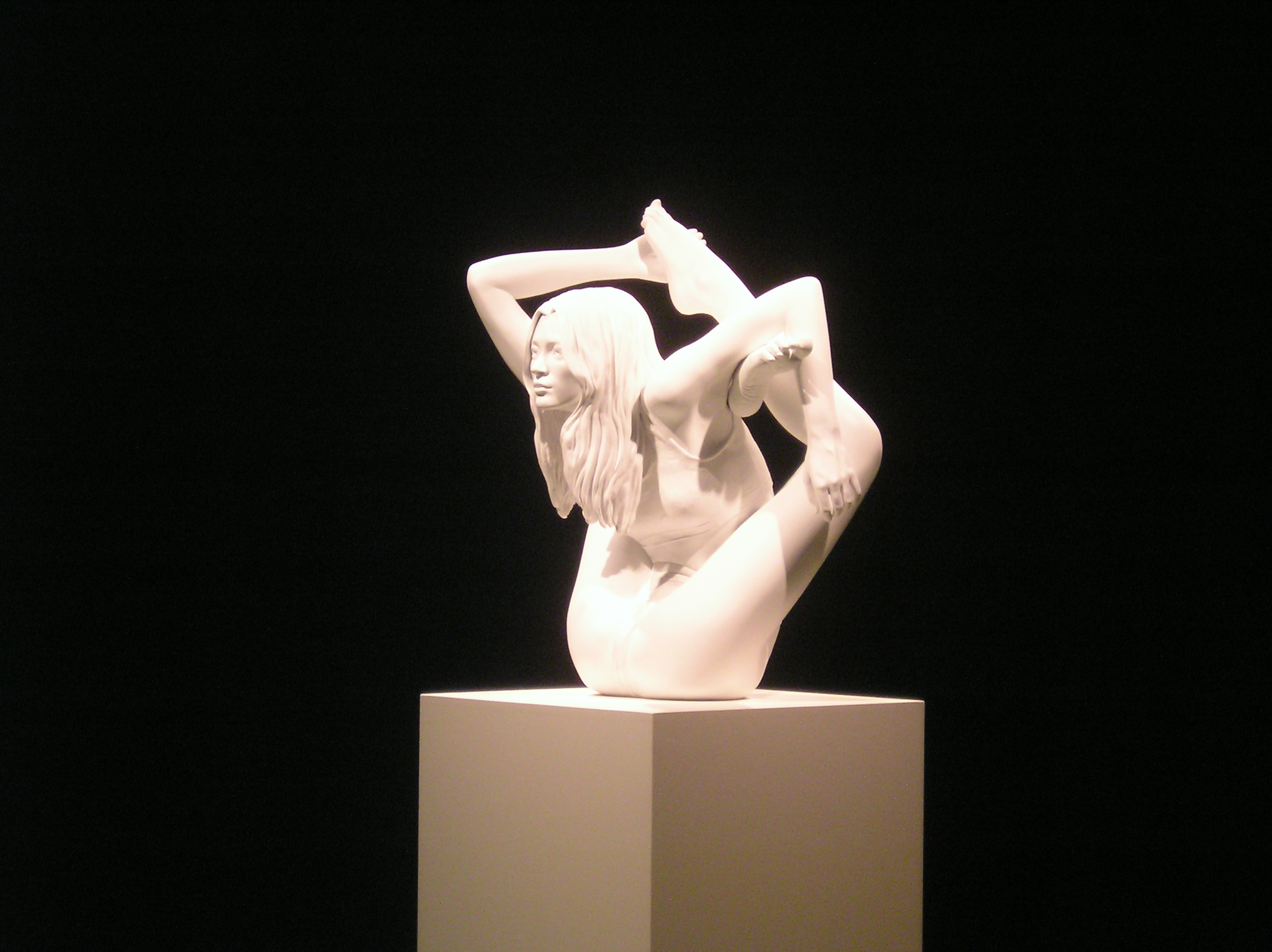
Sphinx

Im April 2006 wurde Sphinx enthüllt, eine Skulptur von Kate Moss. Die Skulptur zeigt Moss in einer Yogaposition mit hinter dem Kopf verschränkten Armen und Beinen. Im Mai 2007 stellte Quinn in der Mary Boone Gallery in New York City aus. Im August 2008 enthüllte Quinn eine weitere Skulptur von Kate Moss aus purem Gold.
2010 folgte Allanah Buck Catman Chelsea Michael Pamela and Thomas mit Skulpturen der transsexuellen Pornodarsteller Allanah Starr und Buck Angel, des Körperkünstlers Catman, des Busenmodels Chelsea Charms, des Sängers Michael Jackson, der Schauspielerin Pamela Anderson und des Transmanns Thomas Beatie.
Er war bis 2014 mit der Autorin Georgia Byng verheiratet, mit der er zwei Kinder hat.

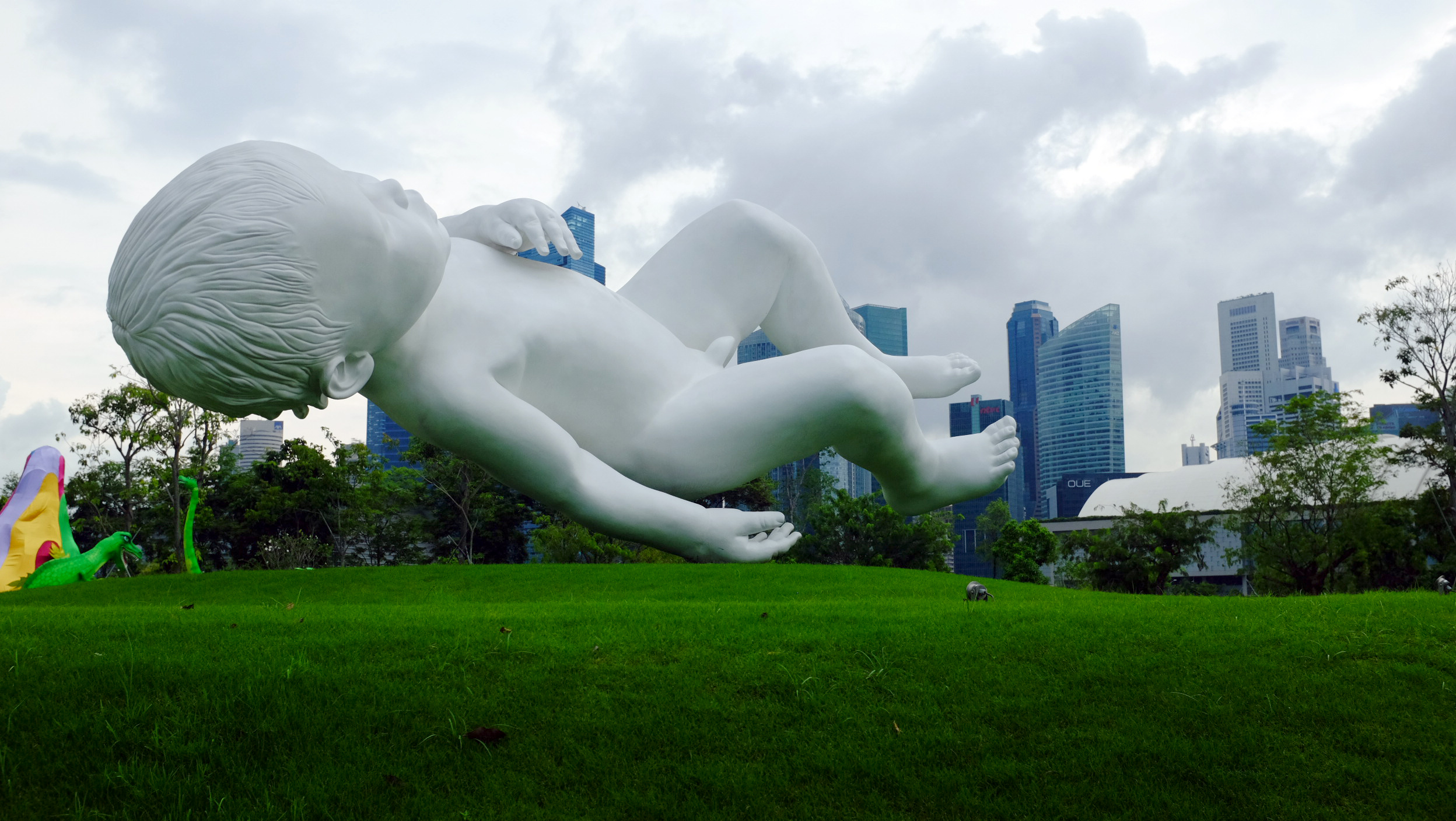
Planet in Singapur

## Ausgewählte Einzelausstellungen
- 1988:	Bronzeskulptur in der Jay Jopling/Otis Gallery, London
- 1990: Brotskulptur in der Galerie Nikki Diana Marquardt, Paris
- 1991: Out of Time in der Grob Gallery, London
- 1995: Art Now. Emotional Detox: The Seven Deadly Sins in der Tate Gallery of Modern Art, London
- 1998: Marc Quinn - Incarnate in der Gagosian Gallery, New York City
- 1999: Kunstverein Hannover, Hannover
- 2000: Fondazione Prada, Mailand
- 2000: Groninger Museum, Groningen, Niederlande
- 2001: Italienische Landschaft, Habitat, London
- 2001: Marc Quinn: Garden bei Art of This Century, Paris
- 2001: A Genomic Portrait: Sir John Sulston by Marc Quinn in der National Portrait Gallery, London
- 2002: Italian Landscapes from Garden 2000 in der Terrace Gallery, Harewood House, Leeds, England
- 2004: Flesh im Irish Museum of Modern Art, Dublin, Irland
- 2005: Flesh in der Mary Boone Gallery, New York City
- 2005: Chemical Life Support im White Cube, London
- 2005: Alison Lapper Pregnant, Vierter Sockel, Trafalgar Square, London
- 2006: Marc Quinn: Recent Sculptures, Groninger Museum, Groningen, Niederlande
- 2006: Museo d’Arte Contemporanea di Roma, Rom
- 2007: Sphinx bei der Mary Boone Gallery, New York City
- 2007: DHC/ART Fondation pour l’art contemporain, Montreal